# Argyreia monglaensis
Argyreia monglaensis är en vindeväxtart som beskrevs av Cheng Yih Wu och S. H. Huang. Argyreia monglaensis ingår i släktet Argyreia och familjen vindeväxter. Inga underarter finns listade i Catalogue of Life.